# De Vampiersberg
De Vampiersberg (Engels: Vampire Mountain) is een boek van Darren Shan. Het is het vierde boek in de reeks De wereld van Darren Shan.

## Verhaal
Zes jaren zijn verlopen na de gebeurtenissen in Tunnels van bloed en acht jaar in totaal in Darrens vampierbestaan. Darren wordt door de heer Crepsley meegenomen op een gevaarlijke en martelende reis naar de Vampiersberg. Terwijl Evra Von de Slangenjongen opgegroeid is en niet mee zal gaan op reis worden Darren en Crepsley vergezeld door twee van mr. Desmond Tiny's Little People. Een van hen is Lefty, een Little Person, door Darren en Evra genoemd naar zijn gehink.
Op hun reis komen ze bij een grot die is bespat met het bloed van een dode vampier, Gavner Purl - een vriend van Crepsley, het bloed van een dode vampanees en een gekke beer besmet met het bloed van de vampanees (vandaar de waanzin) die Darren aanvalt. Met behulp van de Little People en een roedel bevriende wolven doodt hij de beer. Na het gevecht wordt onthuld dat Lefty eigenlijk Harkat Mulds heet en kan praten. Hij heeft van mr. Tiny het vermogen om de vampierprinses een bericht te sturen over een persoon die de vampanezen zal leiden in een oorlog tegen de vampiers.
Het gezelschap haast zich nog meer gespannen dan ooit en wordt in de Vampierberg verwelkomd door Seba Nile, mr. Crepsley's mentor. Kort daarna ontmoet Darren een vriendelijk en toekomstige vampierprins, Kurda Smahlt - een pacifist, cartograaf en waarschijnlijk de enige vampier die prins is geworden vanwege zijn humor -, Vanez Blaze - de eenogige en zorgzame Spellenmeester en Arra Sails - een van de weinige vrouwelijke vampiers, met een buitengewoon gevoel voor balans.
Al snel wonen Darren en Crepsley een sessie van de Vampierraad bij en wordt besloten dat, omdat Crepsley een kind zonder duidelijke of logische reden bebloed heeft, Darren zijn waardigheid om deel te zijn van de Vampierclan moet bewijzen door het doorstaan van de Proeven van Inwijding of de Proeven van de Dood - vijf van de vele taken die een vampier moet uitvoeren om zijn fysieke kracht, moed en dapperheid te tonen. Darren gaat akkoord, uit genegenheid voor Crepsley en om hem niet teleur te stellen, en ook vanwege zijn eigen verlangen om zichzelf te bewijzen. Hij is zich echter niet bewust van het feit dat de prijs voor het falen van een Proef de dood door spietsing is.